# Musca aequinoctialis
Musca aequinoctialis är en tvåvingeart som först beskrevs av Carl von Linné 1758.  Musca aequinoctialis ingår i släktet Musca och familjen vapenflugor. Inga underarter finns listade i Catalogue of Life.